# Наум Шишков
Наум Начев Шишков е български революционер, ресенски селски войвода на Вътрешната македоно-одринска революционна организация.

## Биография
Роден е в село Златари, Ресенско. През Илинденско-Преображенското въстание Наум Шишков е войвода на местната селска чета.

След Първата световна война продължава дейността си във ВМРО. Кмет е на родното си село (1926 г.). Четникът Никола Гушлев от Косинец го описва по следния начин:
| „ | ... доста развит човек, бил е в Америка, принадлежеше към партията на широките социалисти... много пъти ми казваше, че когато ходел в черква от амвона е декламирал Иван-Вазови стихотворения. | “ |

След разкритията на Ресенската афера, през пролетта на 1927 година Шишков е арестуван и изтезаван от сръбските власти.